# Nino Cerruti
Nino Cerruti   (Biella, 25 de setembre de 1930 - Vercelli, 15 de gener de 2022) va ser un empresari i estilista italià. Va fundar la seva pròpia casa d'alta costura, Cerruti, l'any 1967 a París. A més, va dirigir l'empresa familiar italiana Lanificio Fratelli Cerruti, que va ser fundada l'any 1881 pel seu avi.

## Biografia
Nascut el 25 de setembre de 1930 a Biella, Itàlia, Nino Cerruti somiava en ser periodista. Tanmateix, va abandonar els estudis de filosofia l'any 1950 per fer-se càrrec de la fàbrica familiar de teixits, fundada pel seu avi el 1881.
Aquesta fàbrica de llana Lanificio Fratelli Cerruti és una fàbrica de filatura i teixit. Instal·lada a Biella a Itàlia, als peus dels Alps, la filatura aprofita l'excepcional puresa de l'aigua que permet rentar i tenyir la llana. Una llana procedent sovint d'Austràlia i Sud-àfrica, que es reelabora constantment per crear teixits com la franel·la, el tweed, el caixmir o la estamenya.
Sota l'impuls de Nino Cerruti, l'empresa de llana piemontesa es converteix en un laboratori d'investigació, multiplicant les innovacions tècniques per crear nous fils: fils molt fins com el super 100 (1 kg de llana per 100 km de fil), seguit del super 120, 150, 180 i fins i tot el 210.
Encara avui, en aquests tallers es fabriquen teixits Cerruti.
El dissenyador estava convençut que la veritable elegància rau en la roba que es porta a gust. Per tant, va inventar nous fils, desenvolupant diferents tècniques d'acabat, i controlant cada etapa de producció.
Nino Cerruti va modernitzar els tallers de teixit del seu avi i va invertir en dues fàbriques milaneses per produir la seva primera línia d'home el 1957 a Milà. Les etiquetes Cerruti 1881 i Cerruti es van llançar l'any 1967 a París, amb l'obertura de la botiga insígnia situada al 3 de la Place de la Madeleine.
Abans de fundar la seva pròpia marca el 1974, Giorgio Armani havia treballat a París sota la direcció de Nino Cerruti.
A la dècada de 1970, Nino Cerruti va introduir l'estil casual intel·ligent en roba d'home, sobretot a través d'una jaqueta deconstruïda. Durant la dècada següent, els seus vestits esportius van tenir èxit, i va vestir al tenista Jimmy Connors i fins i tot a l'esquiador Ingemar Stenmark.
La casa Cerruti va aparèixer al cinema a partir de finals dels anys 80, als crèdits de moltes pel·lícules com Bonnie i Clyde, Pretty Woman o Basic Instinct. Nino Cerruti vesteix llavors actors com Michael Douglas, Jack Nicholson, Tom Hanks, Bruce Willis, Sharon Stone, Robert Redford, Harrison Ford, Al Pacino, o fins i tot Jean-Paul Belmondo. Nino Cerruti va aparèixer a les pel·lícules de Hollywood Holy Man (1998), Catwalk (1996) i Cannes Man (1996).
El 1994, Cerruti va ser el dissenyador oficial de la Scuderia Ferrari.
L'octubre de 2000, Nino Cerruti va decidir vendre la seva marca Cerruti amb seu a París a un grup d'inversors italians i després es va incorporar a l'empresa familiar del seu avi, Lanificio Fratelli Cerruti, dal 1881, a Biella i Milà. També l'any 2000 va ser condecorat Cavaller del Treball.
L'any 2004, Lanificio Fratelli Cerruti va comprar l'empresa italiana Baleri.
El 15 de gener de 2022 mor als 91 anys, a Verceil.